# Хонорий I
Хонорий I (на латински: Honorius PP. I) е римски папа от 27 октомври 625 г. до 12 октомври 638 г.
Според Liber Pontificalis той е от римската провинция Кампаня и е син на консула Петроний. Става папа на 27 октомври 625 г., два дни след смъртта на своя предшественик Бонифаций V.
В източното християнство отново се разгорял спор около определяне същността на Христос. Обсъдената на Халкидонския събор доктрина за единната същност на божия син придобила модифицирана формула: Исус Христос, има две същности, но само една воля. Това учение било наречено монотелизъм (от гр. monus—един и thelema—воля). Византия се намирала по това време пред разпадане. От гибел я спасила енергичната позиция на император Ираклий (610 – 641), който отразил нашествието към Константинопол на аварите и славяните и върнал земите, завзети от персите. Направил и реорганизация на държавното управление. Религиозната му политика била насочена към обединение на спорещите помежду си християнски църкви. Оказало се, че монотелизмът може да бъде удобна платформа за постигане на съгласие. Това мнение споделял и папа Хонорий, който не знаел гръцки език и слабо се ориентирал в заплетените догматични спорове на източните теолози. На двама пъти Хонорий заявил, че според него следва да се говори за две същности на Христос, който имал една воля.
След повече от 40 години след смъртта на папа Хонорий, през 680 г., монотелизмът е обявен за ерес на Шестия вселенски събор, а Хонорий е анатемосан от римския папа Агатон заедно с монотелистите. Анатемата е срещу лидера на монотелистите, антиохийския патриарх Макарий, а също и срещу покойните константинополски патриарси Сергий, Пир, Павел, Петър и папа Хонорий I. В анатемата, след споменаването на монотелистите, казва „и с тях Хонорий, който беше прелат на Рим и ги следваше във всичко“. Съвременната католическа църква защитава Хонорий, приемайки, че той не е убеден еретик, а е поддържал ереса от невежество.